# Pointe-Sapin
 (janvier 2025).
Pointe-Sapin est un village du comté de Kent, à l'est du Nouveau-Brunswick, au Canada. Dans le cadre de la réforme de la gouvernance locale du 1er janvier 2023, le DSL a été annexé au district rural de Kent.

## Toponyme
Le village fut nommé Pointe-au-Grand-Sapin par ses fondateurs, vraisemblablement d'après la présence de sapins. Le nom prit ensuite la forme Pointe-aux-Sapins avant de prendre la forme actuelle. La localité a aussi porté le nom de Sapin Cape en anglais.
Pointe-Sapin comprend trois autres quartiers: Pointe-Sapin-Centre, Rivière-au-Portage et Saint-Camille. Pointe-Sapin-Centre a eu un bureau de poste du nom de Point Sapin Centre. Rivière-au-Portage est situé près du Parc National Kouchibouguac, le nom vient de la rivière situé non loin de cet endroit, la Rivière du Portage. Saint-Camille fut nommé ainsi en 1948 en hommage au curé de la paroisse.
L'origine des noms de Pinière et de Sapinière n'est pas connue et ils ont été regroupés à Saint-Camille. Lower Sapin a été regroupé à Rivière-au-Portage. Il y a aussi déjà eu une localité du nom de Post Road.
En 2019, les toponymes les plus souvent utilisés sont: le portage, le bord, la pinière-d'en-haut et la pinière-d'en bas, ce dernier souvent appelé la Pointe-de-Pruche.

## Géographie
Pointe-Sapin est situé dans une région de vastes terres basses, où l'altitude ne dépasse pas les vingt mètres. Le détroit de Northumberland borde le village au sud-est. Son territoire comprend le littoral entre la Rivière à l'Anguille, au nord, et la rivière au Portage, au sud. Il y a une grande tourbière dans les terres, le mocauque de la Pointe-Sapin. Il y a aussi de nombreux lacs et étangs, le plus grand, le lac à Livain mesure 95.5 acres, celui-ci est également le plus grand dans le comté de Kent. Une plage sablonneuse séparée d'un quai longe le rivage sur une distance de 15.3 km.
Il y a plusieurs hameaux, comme Sainte-Camille au nord, Rivière-au-Portage à l'ouest et Pointe-Sapin-Centre.
Pointe-Sapin est généralement considérée comme faisant partie de l'Acadie.

### Géologie
Le sous-sol de Pointe-Sapin est composé principalement de roches sédimentaires du groupe de Pictou datant du Pennsylvanien (entre 300 et 311 millions d'années).

## Histoire
Pointe-Sapin est situé dans le territoire historique des Micmacs, plus précisément dans le district de Sigenigteoag, qui comprend l'actuel côte Est du Nouveau-Brunswick, jusqu'à la baie de Fundy.
L'année de fondation de Pointe-Sapin n'est pas connue mais les terres sont concédées en 1811. Il semble que l'établissement soit une expansion de Saint-Louis-de-Kent. En 1825, le territoire est touché par les Grands feux de la Miramichi, qui dévastent entre 10 000 km2 et 20 000 km2 dans le centre et le nord-est de la province et tuent en tout plus de 280 personnes,. En 1866, Pointe-Sapin compte 34 familles dont 14 Daigle et 12 Mazerolle. En 1871, la population s'élève à 150 habitants. En 1898, il y a une église, un magasin, plusieurs homarderies, une scierie et une population de 250 personnes. Le bureau de poste de Pointe-Sapin ouvre ses portes en 1873.
Le bureau de poste de Lower Sapin est inauguré en 1905 et celui de Pointe-Sapin-Centre est inauguré en 1922,. Peu de choses sont connues sur Post Road, si ce n'est que la localité compte huit familles en 1911. Les bureaux de poste de Lower Sapin et de Pointe-Sapin-Centre ferment leurs portes en 1955,. Une partie de Rivière-au-Portage est expropriée en 1969, lors de la création du parc national de Kouchibouguac. Le bureau de poste de Pointe-Sapin ferme ses portes en 1970.
Les archives provinciales du Nouveau-Brunswick ne recensent aucune informations sur l'histoire de Saint-Camille.
Pointe-Sapin fut affecté par l'expropriation des terres en 1969 pour donner place au parc national Kouchibouguac. La majorité des terres affectés furent dans la région du Portage et des terrains intérieures longeant et incluant une partie du grand Mocauque de la Pointe-Sapin.
La dernière école primaire (maternelle à 8ème) du village appelée école Beau-Rivage ferma ces porte en juin 1996. Les étudiants fréquentes dorénavant l'école Mgr-Marcel-François-Richard de Saint-Louis-de-Kent, une école de maternelle à la douzième année située à 25 minutes d'autobus.

## Démographie
(janvier 2019).
D'après le dernier recensement de Statistique Canada (2016), le village comprenais 477 habitants, comparativement à 627 en 2001, soit une baisse de 31,4%. Il y a 258 logements privés, dont 219 sont occupés par des résidents habituels. Le village a une superficie de 72,09 km2 et une densité de population de 6,6 habitants au kilomètre carré. La moyenne d'age est de 48,9ans.
| 2011 | 2016 |
| ---- | ---- |
| 350  | 477  |

## Administration

### Comité consultatif
En tant que district de services locaux, Pointe-Sapin est en théorie administré directement par le Ministère des Gouvernements locaux du Nouveau-Brunswick, secondé par un comité consultatif élu composé de cinq membres dont un président. Le comité consultatif actuel fut élu le 11 décembre 2018 au centre communautaire de Pointe-Sapin.
Ce comité devra couvrir un mandat de quatre ans commençant le 1er janvier 2019.

### Commission de services régionaux
Pointe-Sapin fait partie de la Région 6, une commission de services régionaux (CSR) devant commencer officiellement ses activités le 1er janvier 2013. Contrairement aux municipalités, les DSL sont représentés au conseil par un nombre de représentants proportionnel à leur population et leur assiette fiscale. Ces représentants sont élus par les présidents des DSL mais sont nommés par le gouvernement s'il n'y a pas assez de présidents en fonction. Les services obligatoirement offerts par les CSR sont l'aménagement régional, l'aménagement local dans le cas des DSL, la gestion des déchets solides, la planification des mesures d'urgence ainsi que la collaboration en matière de services de police, la planification et le partage des coûts des infrastructures régionales de sport, de loisirs et de culture; d'autres services pourraient s'ajouter à cette liste.

### Représentation et tendances politiques
Nouveau-Brunswick : Pointe-Sapin fait partie de la circonscription provinciale de Kent-Nord, qui est représentée à l'Assemblée législative du Nouveau-Brunswick par Kevin Arseneau, du Parti vert du Nouveau-Brunswick. Il fut élu le 24 septembre 2018.
 Canada : Pointe-Sapin fait partie de la circonscription électorale fédérale de Miramichi, qui est représentée à la Chambre des communes du Canada par Patrice Finnigan, du Parti libéral. Il fut élu lors de la 40e élection fédérale, en 2015.

## Économie
Entreprise Kent, membre du Réseau Entreprise, a la responsabilité du développement économique.
L'économie de Pointe-Sapin est basée sur la pêche et l'exploitation de la tourbe. Déjà, en 1866, un recensement notait que l'économie était basée sur la pêche et l'exploitation forestière.  Le tourisme est un secteur sous développé avec un très bon potentiel.
L'industrie de la pêche emploie environ 30 personnes à temps plein et environ 280 personnes à temps partiel au cours de l'année. Les emplois créés dans le domaine de la pêche comprennent les capitaines de bateau ainsi que leurs hommes de pont, les travailleurs d'usine de transformation, et les employés des commerces basés sur cette dite industrie. L'industrie de la tourbe emploie au-delà de 50 personnes à temps partiel et 30 personnes à temps plein dans deux usines distinctes.

## Tourisme
Pendant de nombreuses années, le camping L'Étoile de Mer fut une destination de vacance pour plusieurs visiteurs, avant sa fermeture. Le lieu dispose  de 10 km de plages sablonneuse.

## Vivre à Pointe-Sapin

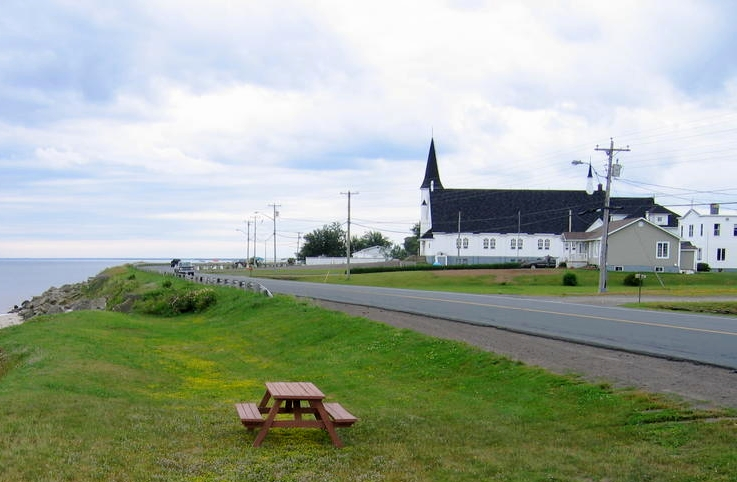
L'église Saint-Joseph.

La plage de Pointe-Sapin est une plage d'eau salée non surveillée, qui est appréciée pour la pratique de la planche à voile. Le détachement de la Gendarmerie royale du Canada le plus proche est situé à Richibucto. Le bureau de poste le plus proche est quant à lui situé à Baie-Sainte-Anne, mais certains services de poste sont disponibles à la Coopérative de Pointe-Sapin.
L'église Saint-Joseph est une église catholique romaine faisant partie de l'archidiocèse de Moncton.
Le village reçoit quotidiennement le journal L'Acadie nouvelle et le Times & Transcript. L'hebdomadaire L'Étoile est distribué gratuitement aux gens qui le veulent.

## Culture et patrimoine
Le Festival du bon pêcheur est célébré à chaque année depuis 1982. Annuellement avant le festival, un pêcheur faisant partie de la communauté et ayant pêché à partir du quai du village est sélectionné par moyen de nominations. Le pêcheur sélectionné devient ainsi le bon pêcheur de l'année. Le bon pêcheur pour l'année 2018 fut Benoît Richard.